# St. Augustine Shores
St. Augustine Shores – jednostka osadnicza w Stanach Zjednoczonych, w stanie Floryda, w hrabstwie St. Johns.